# 白花酢浆草
白花酢浆草（学名：Oxalis acetosella subsp. acetosella）为酢浆草科酢浆草属下的一种。

## 扩展阅读
- 維基物種上的相關：白花酢浆草